# Rupertina
Rupertina es un género de foraminífero bentónico de la subfamilia Rupertininae, de la familia Victoriellidae, de la superfamilia Planorbulinoidea, del suborden Rotaliina y del orden Rotaliida. Su especie tipo es Rupertia stabilis. Su rango cronoestratigráfico abarca desde el Mioceno hasta la Actualidad.

## Clasificación
Rupertina incluye a las siguientes especies:
- Rupertina floridana
- Rupertina pustulosa
- Rupertina sinensis
- Rupertina stabilis